# Glypta extensor
Glypta extensor är en stekelart som beskrevs av Dasch 1988. Glypta extensor ingår i släktet Glypta och familjen brokparasitsteklar. Inga underarter finns listade i Catalogue of Life.